# SN 1999V
SN 1999V – supernowa typu II odkryta 14 stycznia 1999 roku w galaktyce A092950-0444. W momencie odkrycia miała maksymalną jasność 23,60m.